# Terra Nova (barco)
El Terra Nova ("Tierra nueva" en latín) fue el barco utilizado por Robert Falcon Scott en su expedición a la Antártida entre 1910 y 1913. El barco, construido en Dundee (Escocia) en 1884, se hundió el 13 de septiembre 1943 en Groenlandia.

## Historia
El barco está idealmente diseñado para las regiones polares. Su primer trabajo científico fue como navío de reserva para la expedición Jackson-Harmsworth de 1894-1897 en el Ártico. En 1898, fue comprado por el armador Bowring Brothers y navegó bajo el mando de Arthur Jackman y unos años más tarde fue comandado por el capitán Abram Kean.
En 1903, navegó en compañía de otro ex-ballenero SY Morning para ayudar a liberar del hielo al  RRS Discovery de la expedición del mismo nombre de Robert Falcon Scott en el  estrecho de McMurdo.